# Bassenge
Bassenge är en kommun i Belgien.   Den ligger i provinsen Liège och regionen Vallonien, i den östra delen av landet, 90 kilometer öster om huvudstaden Bryssel. Antalet invånare är 8 635.
Trakten runt Bassenge består till största delen av jordbruksmark. Runt Bassenge är det tätbefolkat, med 636 invånare per kvadratkilometer.